# Ethniki Odos 20
Die Ethniki Odos 20 / Εθνική Οδός 20 (griechisch für „Nationalstraße 20“) ist eine wichtige Straßenverbindung in Nordwestgriechenland. Sie verbindet die Stadt Ioannina in der Region Epirus mit der Stadt Kozani in der Region Westmakedonien und ist die einzige leistungsfähige Straßenverbindung zwischen den beiden Regionen sowie zwischen Epirus und Zentralmakedonien, insbesondere dessen Hauptstadt Thessaloniki.

## Verlauf

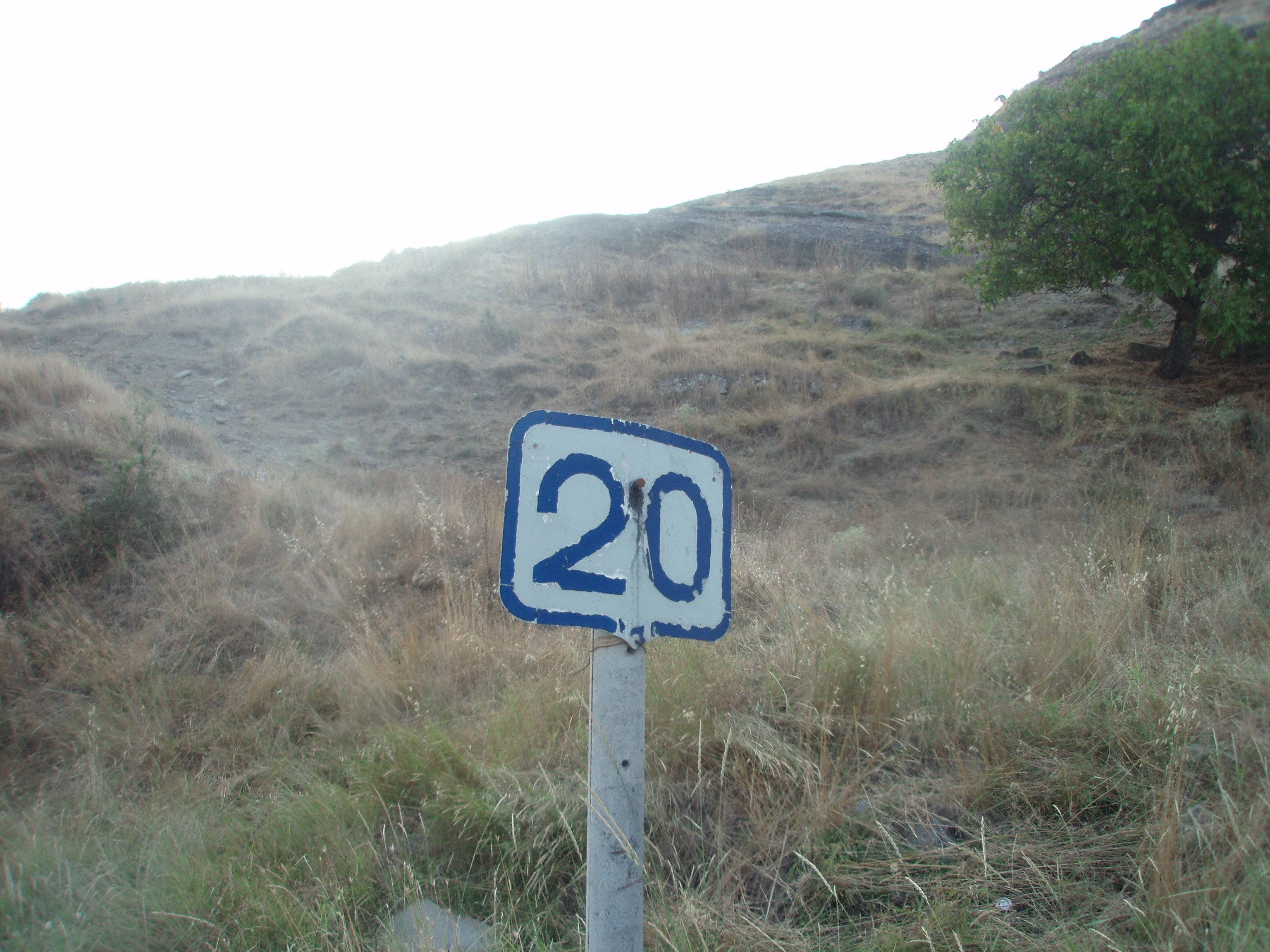
Das Nummernschild der Nationalstraße 20 im Abschnitt Tsotyli-Pendalofos.

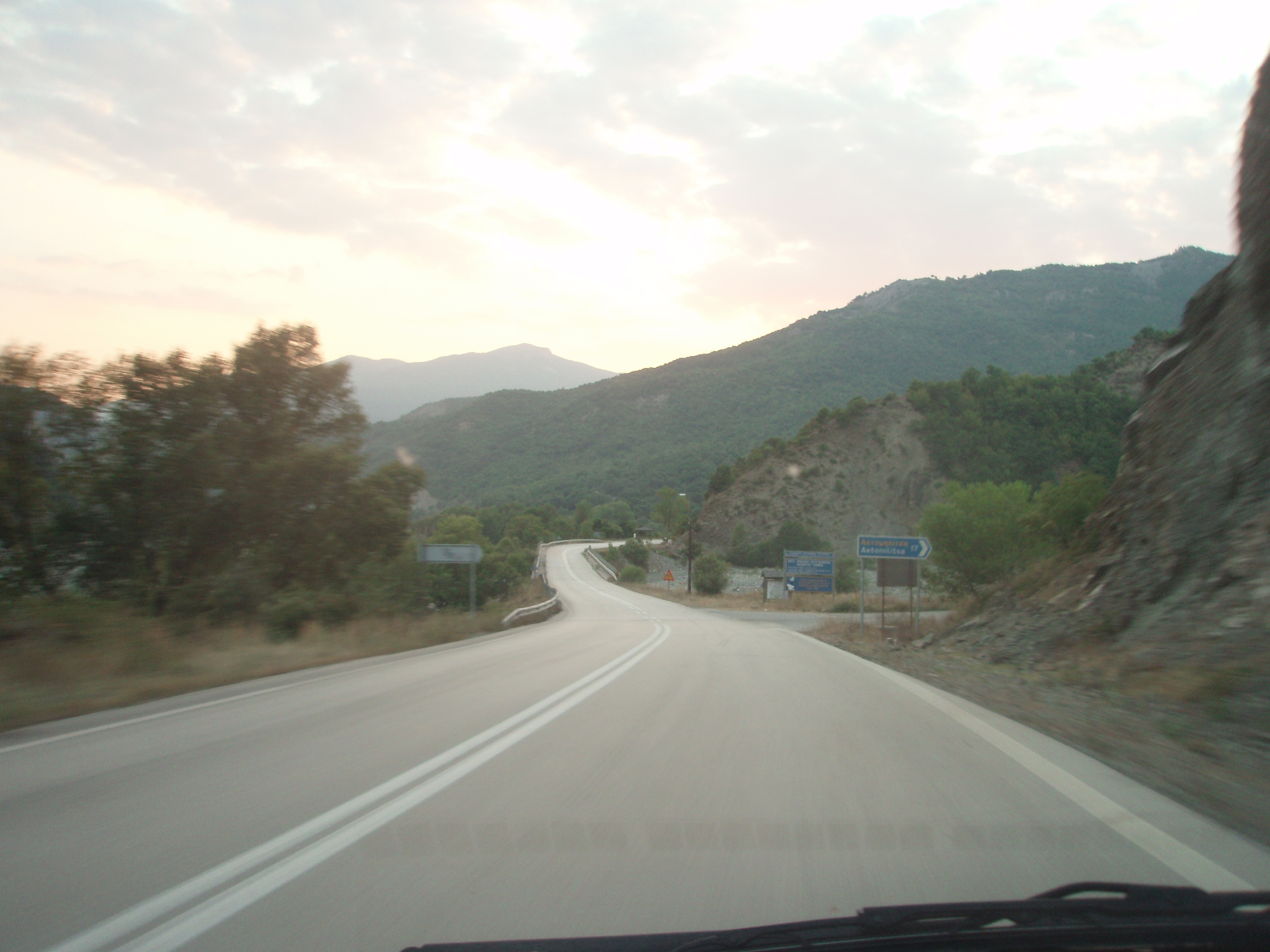
Abschnitt Eptachori-Pirsogianni in Epirus. Der Berg Smolikas im Hintergrund.

Der Verlauf führt bogenförmig von Ioannina zunächst in nördliche Richtung durch die Ebene von Ioannina bis nach Kalpaki, wo die Nationalstraße 22 (Europastraße 853) in Richtung Westen nach Albanien abzweigt. Nach Kalpaki verschwenkt die Nationalstraße 20 nach Nordosten und führt zunächst durch das Tal des Aoos-Flusses nach Konitsa am Fuß der Berge Gamila und Smolikas des Pindos-Gebirges. Von Konitsa aus führt die Nationalstraße 20 weiter kurvenreich nach Nordosten am Westrand des Smolikas durch das Pindos-Gebirge bis nach Pirsogiani. In Pirsogiani schwenkt der Verlauf der Straße nach Osten und läuft weiter über die Höhenzüge des Pindos-Gebirges bis nach Pentalofos. Der nach Pentalofos kommende Paßanstieg führt die Nationalstraße 20 über Tsotili nach Neapoli in das Tal des Aliakmonas. Von dort aus schwenkt die Straße nach Südosten und führt entlang des Aliakmonas-Tals nach Siatista. In Siatista ändert die Nationalstraße 20 ihre Richtung nach Nordosten und führt auf der Südseite des Askio-Massivs nach Kozani, wo sie endet.

## Besonderheiten
Der gesamte Verlauf der Nationalstraße 20 ist deckungsgleich mit der Europastraße 90; allerdings wird die Europastraße 90 mit der Fertigstellung der Autobahn 2 (A2) von dieser übernommen. Neben der nominellen Übernahme der Europastraße 90 wird auch der Hauptverkehr zwischen den Zentren Kozani und Ioannina auf die Autobahn 2 wechseln, da deren Streckenführung und Ausbaustand eine erhebliche Verkehrserleichterung gegenüber der landschaftlich schönen, aber sehr kurven- und steigungsreichen Strecke der Nationalstraße 20 bedeutet.
Die Nationalstraße 20 hat einen landschaftlich sehr reizvollen Verlauf durch das Pindos-Gebirge. Sie umfährt auch in einem nordöstlich orientierten Bogen den Vikos-Aoos-Nationalpark mit der Vikos-Aoos-Schlucht.